# 현충원역
현충원(한밭대)역(National Cemetery(Hanbat National University)Station, 顯忠院(한밭大)驛)은 대전광역시 유성구 구암동에 있는 대전 도시철도 1호선의 전철역이다. 유성천 하저터널로 구암역과 연결된다.

## 특징
국립대전현충원에서 역명을 따왔으나, 실제로 국립대전현충원과는 2.6km 정도 떨어져 있다. 그러나 이 역에서 국립대전현충원까지 바로 갈 수 있는 시내버스와 셔틀버스가 운행되고 있어, 접근하기는 쉬운 편이다. 병기역명인 국립한밭대학교와도 2.8km 정도 떨어져 있다. 호국 보훈의 달로 지정된 매년 6월에는 《애국가》 전주 부분이 도착 안내 방송의 배경음으로 나온다.

## 연혁
- 2003년 7월 25일 : 현충원(한밭대)역으로 역명 확정[1]
- 2007년 4월 17일 : 2단계 (정부청사 ~ 반석) 구간 개통과 함께 영업 개시

## 역 구조
2면 2선의 상대식 승강장이 있는 지하역이다. 스크린도어가 설치되어 있다. 출구는 4개이다.

### 승강장
| 구암 ↑         |
| \| 상          |
| ↓ 월드컵경기장 |

| 상행 | ● 대전 도시철도 1호선 | 구암 · 유성온천 · 대전역 · 판암 방면   |
| 하행 | ● 대전 도시철도 1호선 | 월드컵경기장 · 노은 · 지족 · 반석 방면 |

- 승강장 번호는 없다.

## 역 주변
시내버스로 환승하여 국립대전현충원과 한밭대학교로 갈 수 있으며 국립대전현충원까지 갈 수 있는 셔틀버스가 운행되고 있다.
- 국립한밭대학교(102번, 103번, 104번, 113번 이용)
- 국립대전현충원(48번, 107번 이용)
- 삼성화재 유성연수원
- 신협 연수원
- 해양수산부 국립해양측위정보원
- 수통골

## 연계 교통
공주를 경유해 서대전, 대전으로 가는 시외버스가 1번 출입구 옆 시내버스 정류장에 정차, 승객을 하차시켜 준다. 단, 반대편에서 승차할 수 없으며, 시외버스 승차를 위해선 유성으로 가야 한다.

## 승차량 변동
| 역 노선 | 1일 평균 승차 인원 | 1일 평균 승차 인원 | 1일 평균 승차 인원 | 1일 평균 승차 인원 | 1일 평균 승차 인원 | 1일 평균 승차 인원 | 1일 평균 승차 인원 | 1일 평균 승차 인원 | 1일 평균 승차 인원 | 1일 평균 승차 인원 |
| 역 노선 | 2006년             | 2007년             | 2008년             | 2009년             | 2010년             | 2011년             | 2012년             | 2013년             | 2014년             | 2015년             |
| ------- | ------------------ | ------------------ | ------------------ | ------------------ | ------------------ | ------------------ | ------------------ | ------------------ | ------------------ | ------------------ |
| 1호선   | 미개통             | 853                | 1,135              | 1,594              | 1,628              | 2,057              | 2,580              | 2,726              | 2,695              | 2,594              |
| 1호선   | 2016년             | 2017년             | 2018년             | 2019년             | 2020년             |                    |                    |                    |                    |                    |
| 1호선   | 2,600              | 2,564              | 2,503              | 2,524              |                    |                    |                    |                    |                    |                    |

## 인접한 역
| 대전 도시철도 1호선 | 대전 도시철도 1호선   | 대전 도시철도 1호선        |
| ------------------- | --------------------- | -------------------------- |
| 117 구암 판암 방면  | ● 대전 도시철도 1호선 | 119 월드컵경기장 반석 방면 |